# Alasmidonta undulata
Alasmidonta undulata е вид мида от семейство Unionidae. Видът е незастрашен от изчезване.

## Разпространение
Разпространен е в Канада (Квебек, Нова Скотия, Ню Брънзуик и Онтарио) и САЩ (Вашингтон, Вирджиния, Върмонт, Делауеър, Джорджия, Западна Вирджиния, Кънектикът, Масачузетс, Мейн, Мериленд, Ню Джърси, Ню Йорк, Ню Хампшър, Пенсилвания, Род Айлънд, Северна Каролина, Флорида и Южна Каролина).

## Описание
Популацията на вида е стабилна.